# Krefeld
Krefeld er en kredsfri tysk by på venstre side af Rhinens nedre løb, nordvest for Düsseldorf og Ruhr-distriktet i delstaten Nordrhein-Westfalen.
Byen har fra romertiden været en vigtig by og har i dag 235.414 indbyggere (2009)m, en mellemstor tysk by. Bydelen Uerdingen var en selvstændig større by, men blev i 1929 lagt ind under Krefeld.

## Historie

### Romertid og landsby
I 1. århundrede e. Kr. byggede romerne fæstningen Gelduba ved Rhinen. Fæstningen lå i det der i dag er Krefeld, og man har fundet rester af romerske bygninger i dele af byen. I middelalderen voksede byen "Krinvelde" op. Man er ikke sikker på, hvad det betyder, men det er sandsynligt at det betyder noget i retning af "Krähenfeld" (Kragemark). Denne by lå lidt længere inde i landet end romernes fæstningsby. Her var byen beskyttet mod Rhinens lejlighedsvise oversvømmelser, og den lå godt placeret ved den nord-syd-gående handelsvej, der gik fra Köln i syd til Geldern i nord.

### Middelalder
Krefeld blev første gang nævnt i 1150. I 1361 fik den lille by lov til at holde marked, og den 1. oktober 1373 gav kejser Karl 4. byen købstadsrettigheder. Under Reformationen blev Krefeld protestantisk, dog holdt katolikker stadig til i byen. Under den truchsessiske krig (Kølnkrigen) blev Krefeld i 1584 fuldstændigt ødelagt og var nærmest ubeboelig de næste par årtier. I 1598 blev byen erklæret neutral, og det fik stor betydning for den vækst, der nu indtraf i byen. Mens resten af Tyskland i det 17. århundrede blev hærget af den ødelæggende trediveårskrig, kunne Krefeld profitere af at være relativt uengageret i krigen. Krefeld blev  tilflugtssted for mange af de kristne retninger, der oplevede forfølgelse i de katolske lande. Det kunne byens befolkning ikke længere tolerere, og det kom til skærmydsler mellem tilflyttere og de indfødte. I 1683 udvandrede de første mennonittiske familier til USA og mange fulgte efter. Disse - især-  kvækere og mennonitter - kom til at præge den amerikanske delstat Pennsylvania.
I 1702 tilfaldt Krefeld Preussen. I 1731 grundlagde brødrene Friedrich og Heinrich von der Leyen et tekstilfirma i byen. Dette begyndte en enorm udvikling inden for tekstilindustrien i byen. Frederik den Store beskyttede denne voksende tekstilindustri gennem monopoler, han tillod endda det katolske mindretal i byen at bygge en kirke. Monopolet på tekstilfabrikation gjorde byen meget velhavende, en udvikling som en række krige ikke kunne sætte en stopper for.
Krefelds første omtale i krigshistorien kom, da en undertallig preussisk styrke under Ferdinand von Braunschweig den 23. juni 1758 under Syvårskrigen slog en fransk styrke i den sydlige del af byen.

### 19. århundrede
Efter den franske revolution blev Krefeld - som det meste af den vestlige Rhinbred - i 1794 besat af franske tropper. De næste årtier oplevede byen fransk overherredømme, men det var ikke noget, borgerne var  utilfreds med, for Napoleon Bonaparte gav borgerne langt større friheder end det preussiske herredømme. Under et besøg i byen i 1804 tiljublede indbyggerne ham sågar. Den 14. januar 1814 blev byen atter preussisk.
Nogle af Tysklands første arbejderuroligheder fandt sted i Krefeld i 1829, hvor arbejdere i von der Leyens fabrikker gjorde oprør mod lønsænkninger. Preussiske husarer slog oprøret ned. I 1840 fjernedes de middelalderlige bymure, så byen kunne vokse frit. I 1848 fik den landsdækkende nationalliberale Martsrevolution også betydning i Krefeld, hvor en blev dræbt under optøjerne.
Byens indbyggere følte sig ikke særligt forpligtet over for deres egentlige magthaver i Preussen. Ved et besøg i 1863 vendte byens borgerskab ryggen til den preussiske kong Wilhelm 1., den senere kejser af Tyskland.

### 20. århundrede
Ved starten af det ny århundrede var forbeholdne for den preussiske kejserfamilie glemt. I 1. verdenskrig drog mange krefeldere gladeligt i krig for kejser og fædreland. Efter nederlaget i 1918 blev Krefeld besat af belgiske soldater. I 1929 blev byen lagt sammen med andre bydele, bl.a. Uerdingen. Den 21. juni 1943 blev Krefeld udsat for et ødelæggende bombeangreb, der havde til formål at skræmme befolkningen, for hverken hovedbanegård eller industri blev synderligt skadet. Byen oplevede et økonomisk opsving under det tyske Wirtschaftswunder efter krigen ligesom resten af landet.

### Byens vækst indtil 1843
| Niedertor (Hülser Tor)                  | A,B,C |
| Obertor (Fischelner Tor)                | D,E   |
| Neues Tor (Linner Tor)                  | F     |
| Bröcksken (Brücke über den Stadtgraben) | G     |
| Pforte nach Cracau                      | H     |
| Westtor (Pforte nach St. Tönis)         | I     |

| Første bosættelse           |
| efter stadsrettigheder 1373 |
| 1. byudvidelse 1693         |
| 2. byudvidelse 1711         |
| 3. byudvidelse 1738         |
| 4. byudvidelse 1752         |
| 5. byudvidelse 1766         |
| 6. byudvidelse 1819         |
| 7. byudvidelse 1843         |

## Kendte personer fra Krefeld
- Heinrich Band (1821 – 1860)
- Heinrich Campendonk (3. november 1889 – 9. maj 1957 i Amsterdam)
- Werner Voss (13. april 1897 – 23. september 1917), tysk 1. verdenskrigspilot
- Otto Brües (1. maj 1897 – 18. april 1967)
- Max Zorn (6. juni 1906 – 9. marts 1993 i Bloomington, Indiana), tysk matematiker
- Kurt Feltz (14. april 1910 – 3. august 1982 på Mallorca)
- Werner Ross (1912 i Uerdingen – 2002), tysk forfatter
- Joseph Beuys (12. maj 1921 – 1986), tysk kunstner
- Rudi Dornbusch (1. december, 8. juni 1942 – 25. juli 2002, tysk økonom
- Ralf Hütter (20. august 1946), Hovedsanger i det banebrydende elektroniske musikband Kraftwerk
- Anselm Doering-Manteuffel (19. januar) 1949, tysk historiker.
- Albert Oehlen, tysk kunstner
- Markus Oehlen, tysk kunstner
- Blind Guardian, populært tysk Heavy metal band
- Martin Hyun, tysk-amerikansk ishockeyspiller
- Andrea Berg (opr. navn Andrea Zellen) (28. januar 1966), tysk schlagerdronning.